# Batalion KOP „Berezwecz”
Batalion KOP „Berezwecz” – odwodowy pododdział piechoty Korpusu Ochrony Pogranicza.

## Formowanie i zmiany organizacyjne
Rozkazem dowódcy KOP z 23 lutego 1937 została zapoczątkowana pierwsza faza reorganizacji Korpusu Ochrony Pogranicza „R.3”. Jej wynikiem było między innymi utworzenie batalionu odwodowego KOP „Berezwecz”. 
Zarządzeniem dowódcy KOP gen. bryg. Jana Kruszewskiego w sprawie zmian w kwatermistrzostwie KOP, dniem 1 kwietnia 1939 utworzone zostało podkwatermistrzostwo batalionu. Pod względem gospodarczym przydzielony został do batalionu KOP „Podświle”. Tym samym zarządzeniem, z dniem 1 kwietnia 1939 utworzono w batalionie etat adiutanta w stopniu kapitana.
Batalion zmobilizowano w ramach mobilizacji częściowej zarządzonej 23 marca 1939 i przesunięto w rejon: Żywiec, Chabówka, Nowy Sącz. Zmobilizowany batalion został włączony w struktury 1 Brygady Górskiej, jako I batalion 2 pułku piechoty KOP, dzieląc losy innych jednostek Armii Kraków (Bitwa pod Węgierską Górką).
Po odejściu batalionu przeznaczonego dla 1 Brygady Górskiej, garnizon i kadra jednostki w Berezweczu nie odtworzyła batalionu i skoncentrowała się na wsparciu organizacyjnym dla odtwarzanych batalionów „Łużki” i „Podświle”.

## Struktura organizacyjna
Dowództwo batalionu

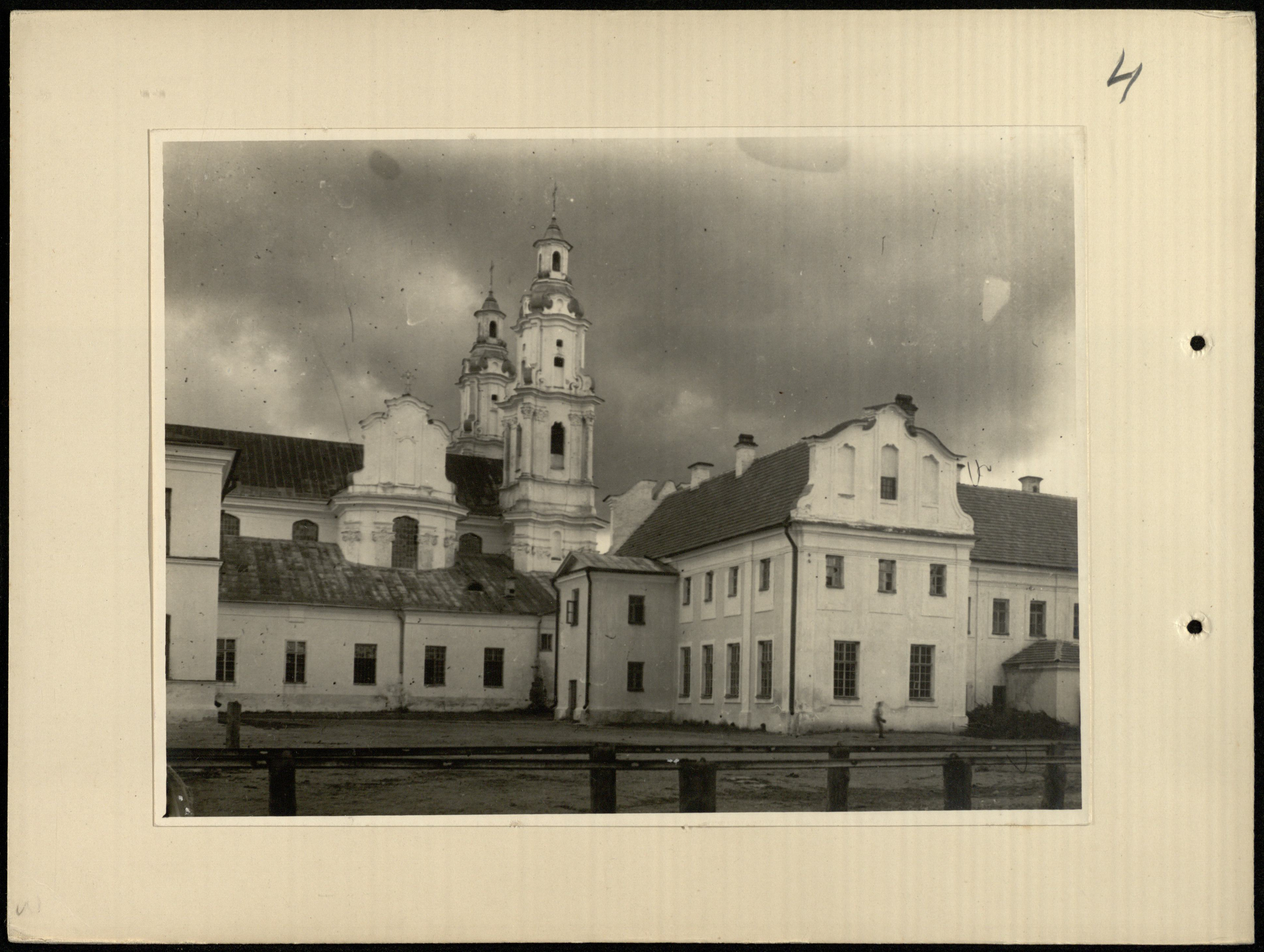
Siedziba batalionu, klasztor w Berezweczu

- 1 kompania szkolna strzelecka[b]
  - drużyna gospodarcza
  - trzy plutony strzeleckie po trzy drużyny
- 2 kompania szkolna strzelecka[c]
  - drużyna gospodarcza
  - dwa plutony po trzy drużyny
- kompania szkolna ckm[d]
  - drużyna gospodarcza
  - dwa szkolne plutony ckm po trzy drużyny
  - 3 szkolny pluton broni towarzyszących

Stan osobowy
- oficerów – 12
- podoficerów zawodowych – 29
- podoficerów nadterminowych – 11
- podoficerów i szeregowców służby zasadniczej – 346

Razem – 398 żołnierzy

## Żołnierze batalionu
Dowódcy batalionu
- mjr Kazimierz Czarkowski[e] (24 II 1937[11]-1939)[12]

### Obsada personalna w marcu 1939
Ostatnia „pokojowa” obsada personalna batalionu:
- dowódca batalionu – mjr Kazimierz Władysław Czarkowski
- adiutant batalionu – por. Bohdan Antoni Zygfryd Beuth
- kwatermistrz – vacat
- oficer materiałowy – vacat
- oficer płatnik – vacat
- lekarz medycyny – kpt. dr Bolesław  Węgrzynowski
- dowódca plutonu łączności – por. Stanisław Mazur
- dowódca 1 kompanii szkolnej strzeleckiej –  kpt. Aleksander II Chrzanowski[g]
- dowódca plutonu –  por. Bawej Władysław
- dowódca plutonu – por. Jarczewski Józef
- dowódca 2 kompanii szkolnej strzeleckiej – por. Tadeusz Kade[h]
- dowódca plutonu – por. Chyczewski Janusz Paweł
- dowódca plutonu – por. Pietraszkiewicz Ryszard
- dowódca kompanii szkolnej karabinów maszynowych – kpt. Mikołaj Krzyński[i]
- dowódca plutonu – por. Szalay Jerzy Wacław
- dowódca plutonu – por. Anioł Antoni Julian
- dowódca plutonu – chor. Władysław Sak

### Żołnierze batalionu – ofiary zbrodni katyńskiej
Biogramy zamordowanych znajdują się na stronie internetowej Muzeum Katyńskiego
| Nazwisko i imię         | stopień              | zawód             | miejsce pracy przed mobilizacją    | zamordowany |
| ----------------------- | -------------------- | ----------------- | ---------------------------------- | ----------- |
| Szulikowski Józef       | podporucznik rezerwy | nauczyciel        | kier. szkoły w Ahalmicy            | Katyń       |
| Biały Tadeusz Edward    | podporucznik rezerwy |                   |                                    | Katyń       |
| Kopaliński Franciszek   | podporucznik rezerwy | urzędnik          | praca w samorządzie w Głebokiem    | Katyń       |
| Mohl Andrzej            | podporucznik rezerwy | handlowiec        | Izba Przemysłowo-Handlowa w Wilnie | Katyń       |
| Pietraszkiewicz Ryszard | porucznik            | żołnierz zawodowy |                                    | Katyń       |
| Wojnicz Franciszek      | podporucznik rezerwy | nauczyciel        | szkoła w Pietkuniszkach            | Katyń       |
| Wyrzykowski Mieczysław  | podporucznik rezerwy | nauczyciel        | szkoła powszechna w Głębokiem      | Katyń       |
| Lutyński Józef          | podporucznik rezerwy | urzędnik          |                                    | Charków     |